# Színváltó császárhal
A színváltó császárhal (Pomacanthus imperator) a sugarasúszójú halak (Actinopterygii) osztályának sügéralakúak (Perciformes) rendjébe, ezen belül a Pomacanthidae családjába tartozó faj.

## Előfordulása
A színváltó császárhal elterjedési területe az Indiai-óceán, a Csendes-óceán és a Vörös-tenger. Kelet-Afrikától Hawaiig és a Tuamotu-szigetekig, északon Dél-Japánig és az Ogaszavara-szigetekig, míg délen a Nagy-korallzátonyig, Új-Kaledóniáig és Ausztrália egyéb szigetéig fordul elő. A Húsvét-sziget és a Marquises-szigetek környékén nem található meg.

## Megjelenése
Ez a halfaj legfeljebb 40 centiméter hosszú. A fiatal kékesfekete, fehér félkörökkel díszítve; hátúszójának szélét, fehér sáv szegélyezi. A felnőtt kék színű, sok sárga vízszintes sávval. Szája és a körülötte levő rész, fehér. Szemén fekete, függőleges sáv fut, melynek széleit kék csík szegélyez. A mellúszók töve fekete. 8-12 centiméteresen váltja fel a fiatalkori színét.

## Életmódja
A színváltó császárhal trópusi, tengeri halfaj, amely a korallzátonyokon él. 1-100 méteres mélységben tartózkodik. A fiatal példányok üregekben és hasadékokban rejtőzködnek. A felnőtt példányok a tisztavízű, sűrűn benőtt koralltelepeket kedvelik, ahol párban élnek. Táplálékukat szivacsok, előgerinchúrosok és egyéb helyhez kötött élőlények képezik. Úgy a fiatal, mint a felnőtt egyedek nagyobb halfajokat tisztíthatnak, például a holdhalakat is.
Legfeljebb 14 évig élnek.

## Felhasználása
Halászati szempontból nem jelentős. Az akváriumok kedvelt hala.

## Források

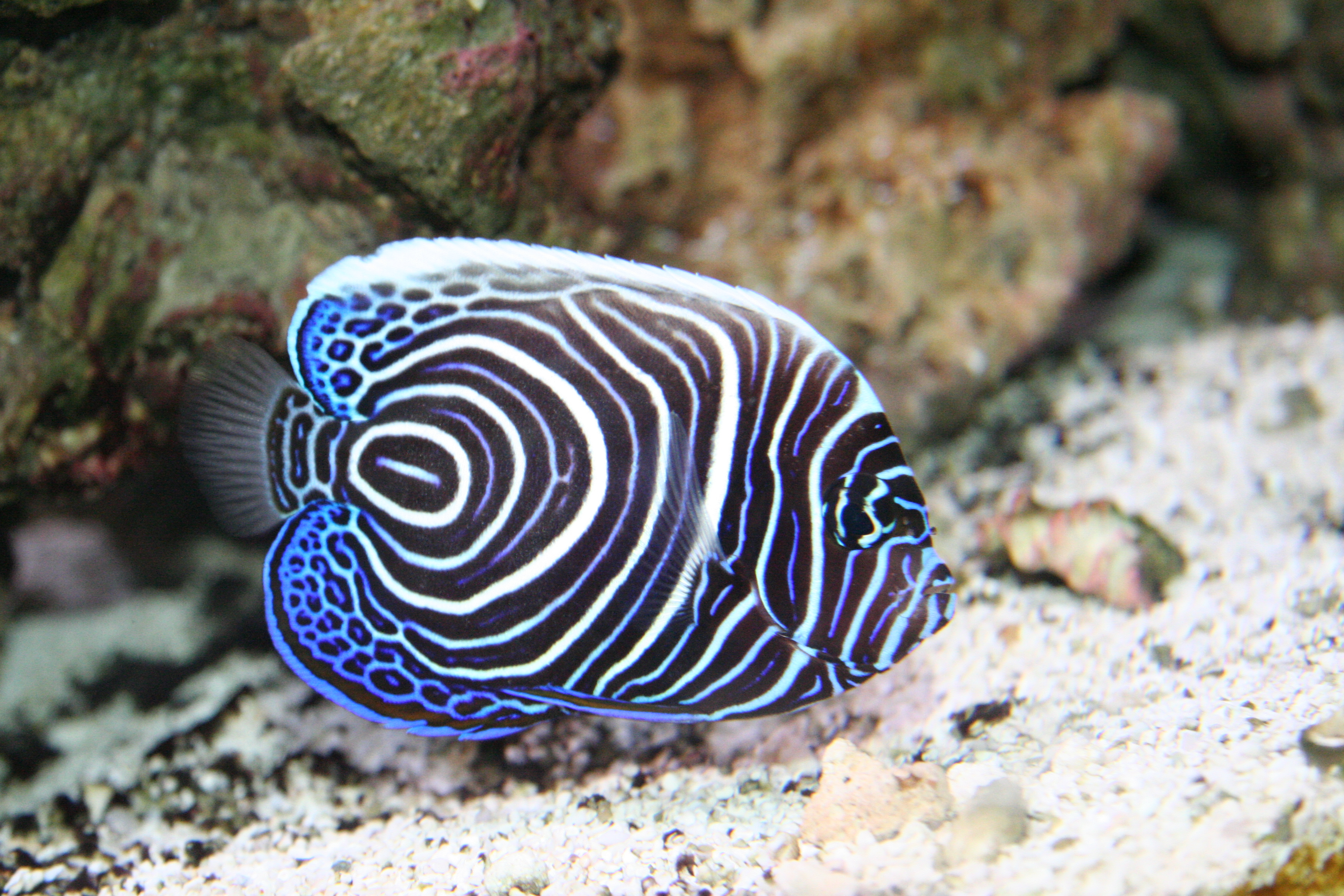
Fiatal színváltó császárhal